# Asinus
Asinus és un subgènere del gènere Equus que inclou quatre espècies d'ases, caracteritzades per les seves llargues orelles, esquena recta, cua petita i la seva reputació de ser durs i resistents.
L'ase comú és el representant domesticat més conegut del subgènere, tant amb varietats domesticades com salvatges. Entre les espècies d'ase salvatge, encara viuen espècies mai domesticades a l'Àsia i Àfrica.